# Stibofen
Stibofenul este un antihelmintic ce conține stibiu, fiind utilizat în tratamentul infestațiilor cu trematode, mai exact în schistosomiaze. Calea de administrare disponibilă este cea intramusculară.